# Eisriesenwelt
L'Eisriesenwelt (en alemany per "El món dels gegants de gel") és una cova natural de pedra calcària i gel situada a Werfen, Àustria, uns 40 anys. km al sud de Salzburg. La cova es troba dins de la muntanya Hochkogel a la secció de Tennengebirge dels Alps. És la cova de gel més gran del món, que s'estén per més de 42 km i visitat per uns 200.000 turistes cada any.

## Geologia

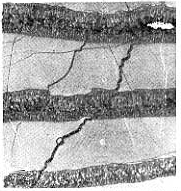
Capes de pedra calcària zebra sota la cova

Les muntanyes de Tennengebirge es van formar durant el període terciari final, durant el període de glaciació de Würm del Plistocè. La serralada, un dels massissos dels Alps austríacs, és l'altiplà càrstic més gran dels Alps de Salzburg, i l'Eisriesenwelt es troba a la vora d'aquest altiplà. Tot i que la cova té una longitud de 42 km, només el primer quilòmetre, la zona que els turistes poden visitar, està cobert de gel. La resta de la cova està formada per pedra calcària.
Eisriesenwelt es va formar pel riu Salzach, que va erosionar els passadissos cap a la muntanya. Les formacions de gel de la cova es van formar per la descongelació de la neu que es va drenar a la cova i es va congelar durant l'hivern.
Com que l'entrada a les coves està oberta tot l'any, els vents freds de l'hivern bufen a la cova i congelen la neu a l'interior. A l'estiu, un vent fred de l'interior de la cova bufa cap a l'entrada i evita que les formacions es fonguin.

## Història
El primer descobriment oficial d'Eisriesenwelt va ser fet per Anton Posselt, un científic de Salzburg, el 1879, tot i que només va explorar els primers dos-cents metres de la cova. Abans del seu descobriment, la cova només era coneguda pels locals, que, creient que era una entrada de l'infern, es van negar a explorar-la. El 1880, Posselt va publicar les seves troballes en una revista d'alpinisme, però l'informe es va oblidar ràpidament.
Alexander von Mörk, un espeleòleg de Salzburg, va ser una de les poques persones que va recordar el descobriment de Posselt. Va dirigir diverses expedicions a les coves a partir de 1912, que aviat van ser seguides per altres exploradors. Von Mörk va morir a la Primera Guerra Mundial el 1914, i una urna que conté les seves cendres es troba està dipositada en un nínxol dins la cova. L'any 1920 es va construir una cabana per als exploradors, Forscherhütte, i es van establir les primeres rutes per la muntanya.amb l'arribada de turistes. Més tard es va construir una altra cabana, la Casa del Dr. Oedl, i els camins des de Werfen i Tenneck.
L'any 1955 es va construir un telefèric, escurçant els 90 minuts de pujada a 3 minuts. Avui la cova Eisriesenwelt és propietat de la de, que l'ha llogat a l'Associació d'exploració de coves de Salzburg des de 1928. La Comissió Forestal encara rep un percentatge de les entrades.

## Visita

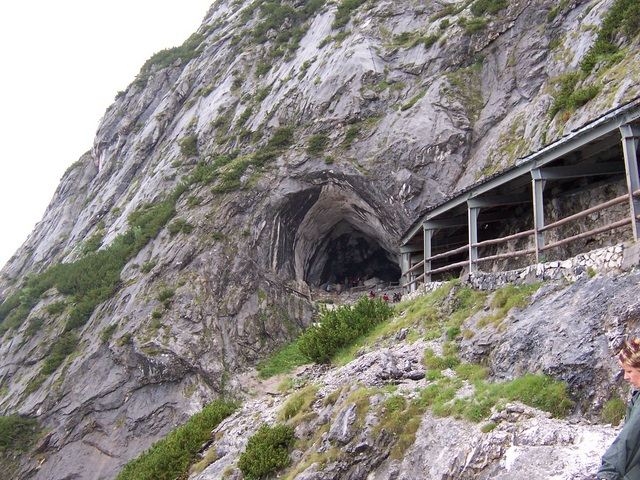
Entrada de la cova

La cova està oberta de l'1 de maig al 26 d'octubre de cada any. Les temperatures a l'interior de la cova solen ser inferiors al punt de congelació i es recomana roba d'abric. El recorregut comença a l'entrada de la cova i continua cap a l'interior fins a Posselt Hall, una gran sala amb una estalagmita anomenada Posselt Tower al centre. Passat la torre de Posselt, es troba una creu de cendres a la paret de la cova, que marca el punt d'exploració més llunyà d'Anton Posselt. Des d'allà es pot veure el Gran terraplè de gel, una formació massiva que s'eleva a una alçada de 25 metres i representa la zona de major creixement del gel. El següent és el castell d'Hymir, que porta el nom d'un gegant de la mitologia nòrdica. Aquí les estalactites creen una formació anomenada vel de Frigga, o l'òrgan de gel.

## Galeria

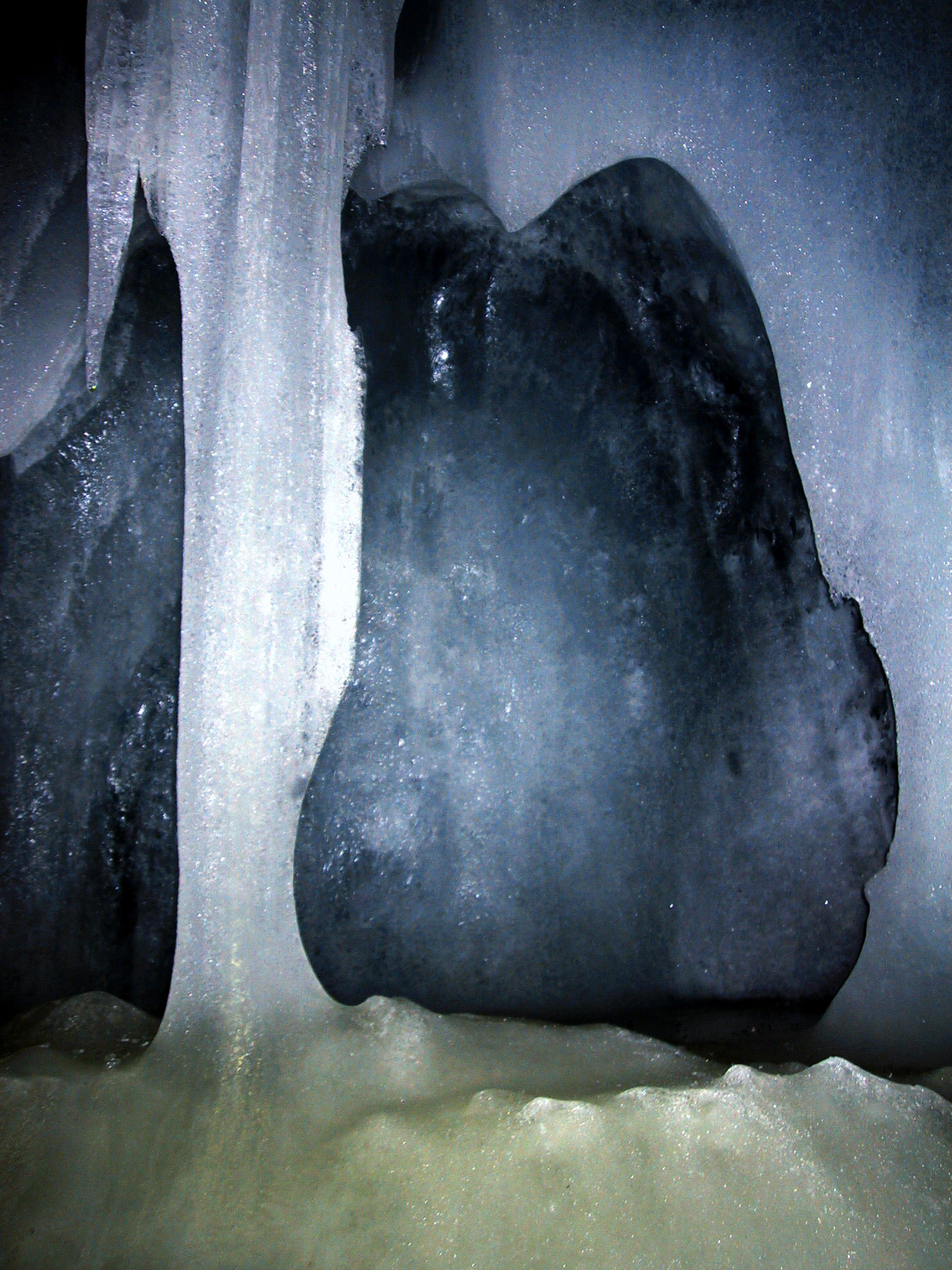
Primer pla d'una de les formacions de gel.
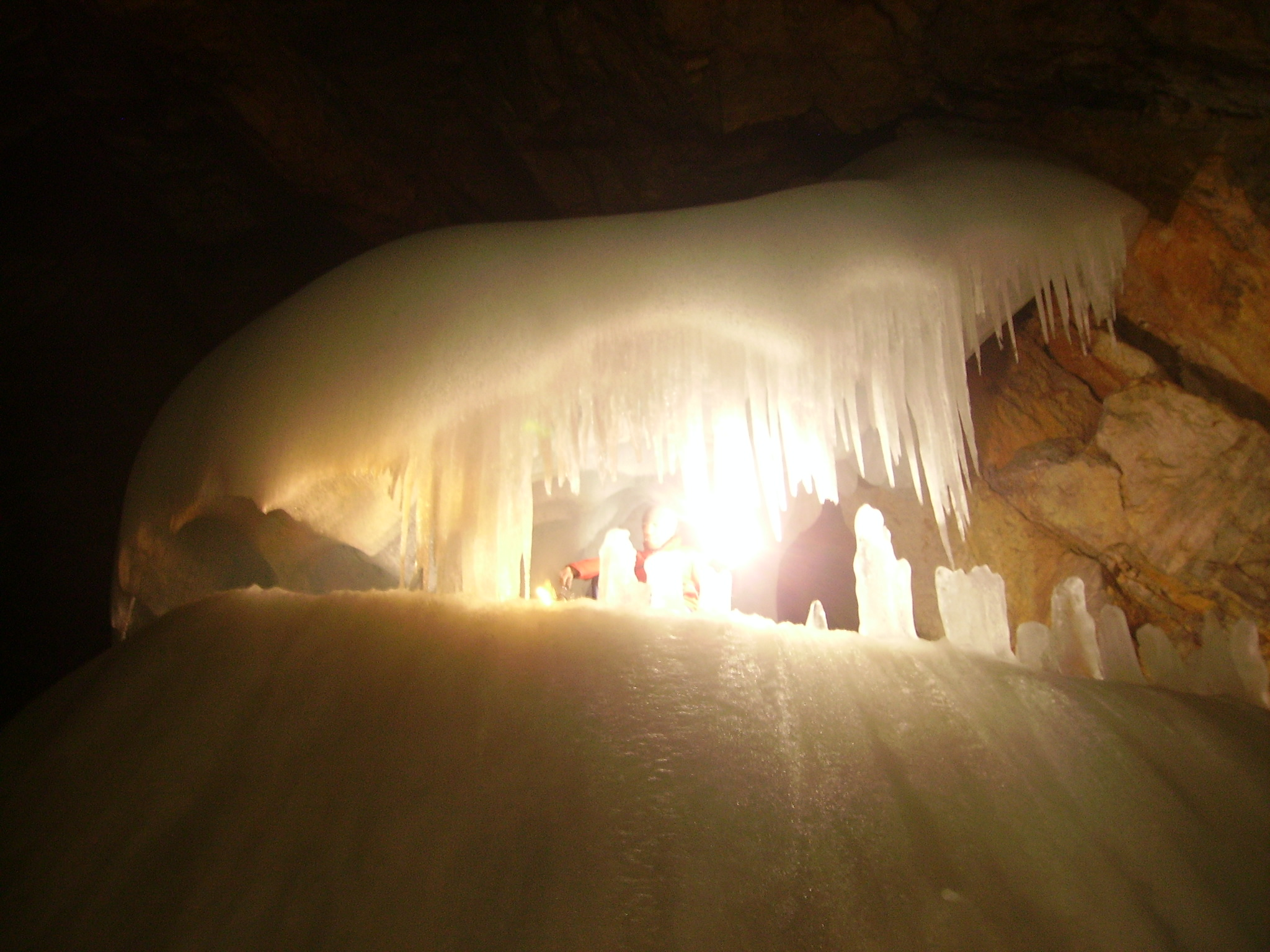
Formacions de gel.
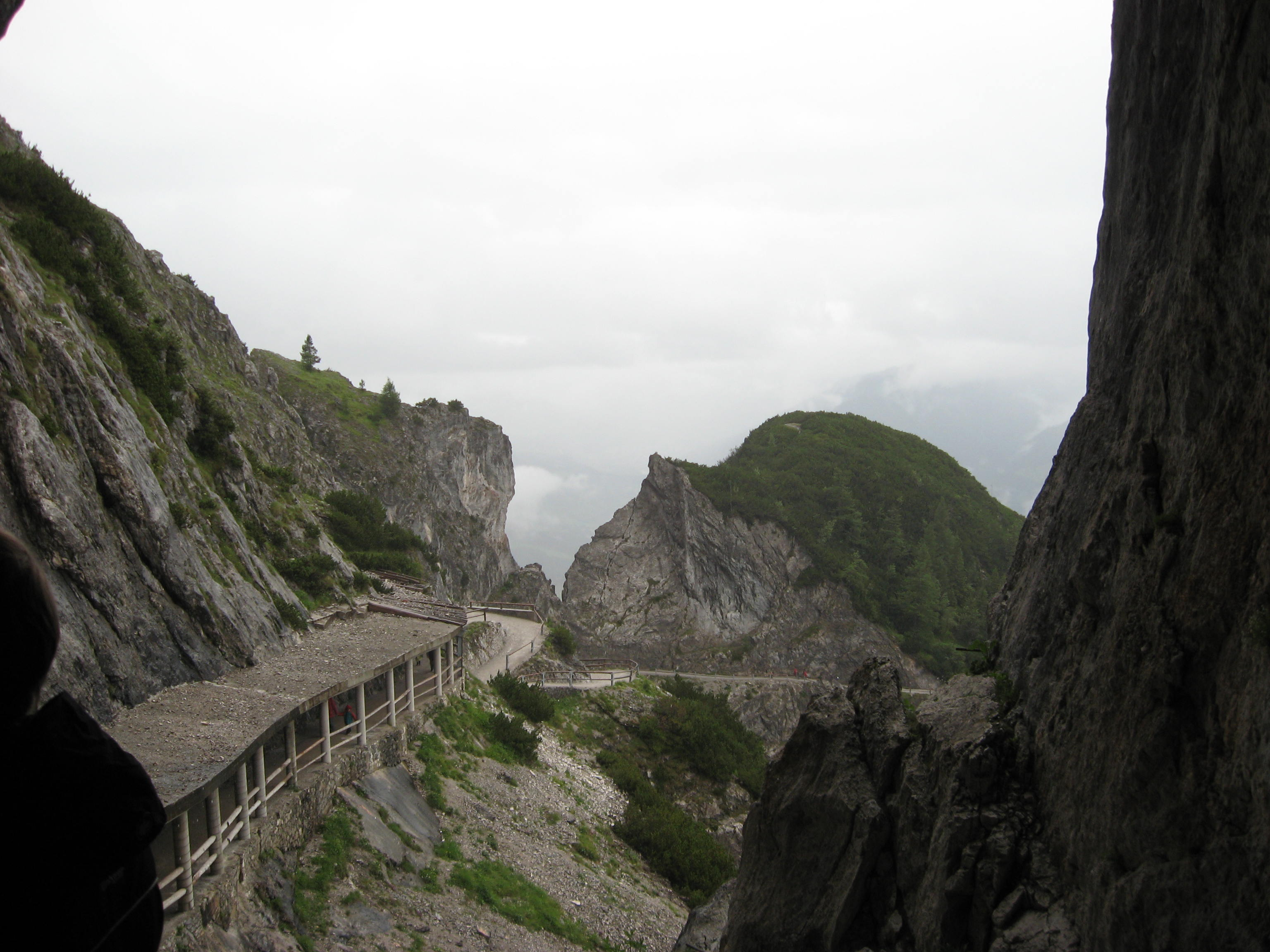
Mirant des de la cova cap avall cap a la pista, que és l'única via d'accés a la cova.
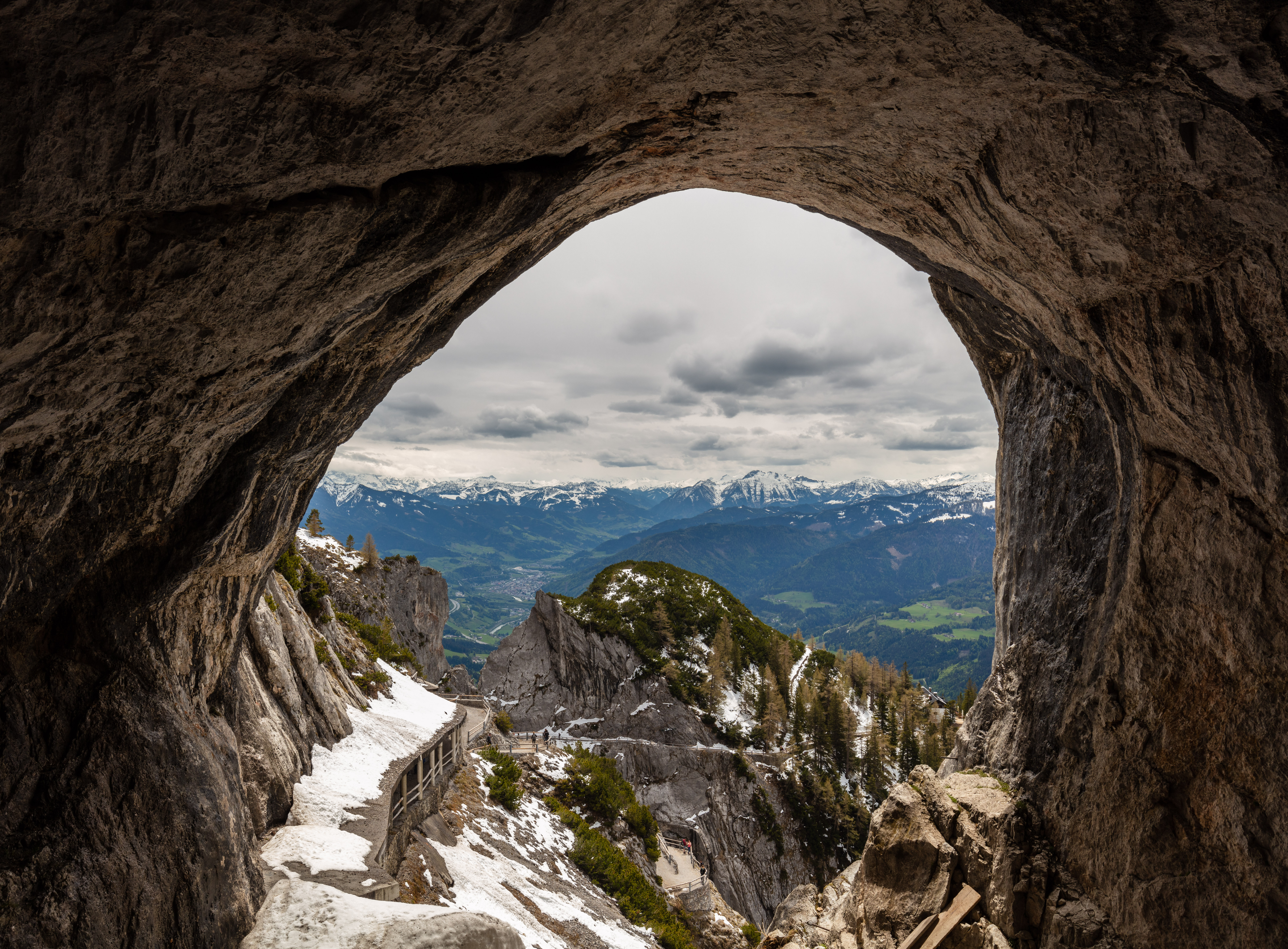
Vista del paisatge des de la cova.
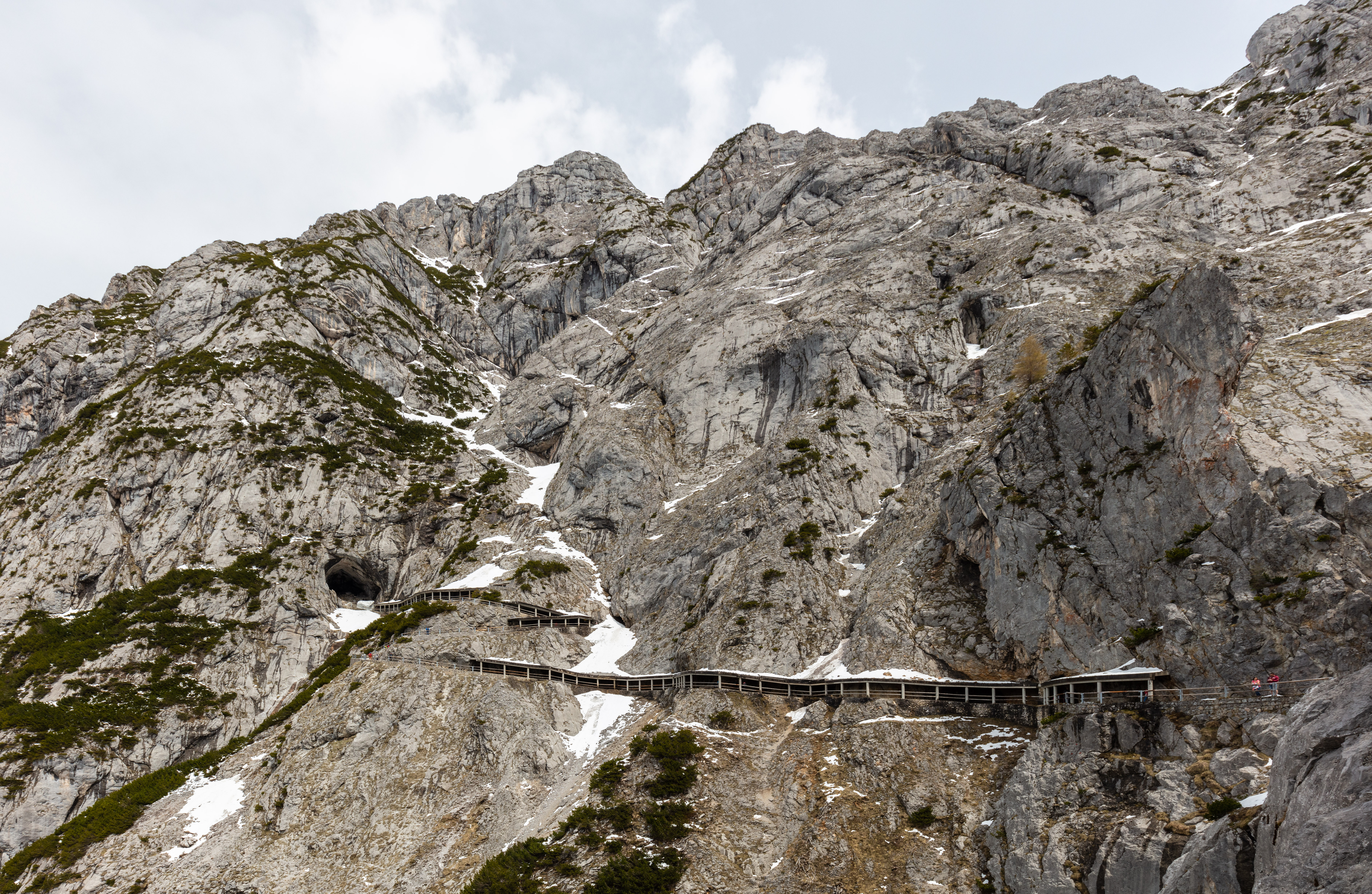
Accés a la cova.